# Sede do governo
A sede do governo é a localidade onde o governo de uma entidade política se encontra ou a edificação a partir da qual um governo exerce sua autoridade.
Geralmente corresponde à capital da entidade política, porém, em alguns casos a capital da entidade política não é a sede do governo; em outros casos, a entidade política não possui por lei nenhuma capital, apenas uma cidade como sede do governo. Por exemplo, em países como os Países Baixos, a capital nacional não abriga todos os órgãos de governo da nação. No caso dos Países Baixos, a Haia é a sede do governo e Amsterdã é a capital do país. A África do Sul, por sua vez, possui três capitais: Cidade do Cabo (legislativa), Pretória (executiva) e Bloemfontein (judiciária).
Elas são geralmente construções de grande valor cultural para determinado povo. Em alguns casos, o termo sede de governo designa um complexo de construções, como a Esplanada dos Ministérios em Brasília, capital do Brasil. Em outros casos, a residência oficial é simultaneamente a sede de governo.
A seguir a localização de algumas sedes, colocados em ordem regional:

## América do Sul

### Chile
- Capital: Santiago
- Palácio de La Moneda — O Palácio de La Moneda ou simplesmente La Moneda é a sede da Presidência da República do Chile, que fica em Santiago, a capital. Também abriga o Ministério do Interior, a Secretaria Geral da Presidência, Secretaria Geral do Governo e é a residência do presidente do Chile.
- Congresso Nacional do Chile — O Congresso Nacional fica localizado na cidade de Valparaíso a 100 km de Santiago, fica na Praça O'Higgins na Avenida Pedro Montt.

### Uruguai
- Capital: Montevidéo
- Palácio Estévez (Palacio Estévez) — Situado na Plaza Independencia em Montevidéu, abriga a sede do governo uruguaio. Na Praça da Independência fica a Porta da Cidadela, o Teatro Solis, o Palácio Salvo e o Monumento a José Artigas.
- Palacio do Congresso do Uruguai — Ao longo da Avenida 18 de Julho fica a Praça do Entrevero, que se encontra com a Avenida Lavalleja onde esta o Palacio do Congresso de Uruguay.

### Brasil
- Capital: Brasília
- Esplanada dos Ministérios — Em Brasília está uma das maiores obras do arquiteto Oscar Niemeyer, a Esplanada dos Ministérios, sede do governo do Brasil. Na Esplanada fica o Congresso Nacional (ao centro), os Ministérios em torno dele, a Catedral de Brasília, o Centro de Cultura, o Estádio Mané Garrincha e bem ao fundo do lado direito fica a Ponte JK no lado Paranoá e à esquerda fica o Palácio da Alvorada onde fica a residência presidencial.
- Congresso Nacional do Brasil — O famoso prédio do congresso fica no meio da avenida (que por sinal é a mais larga do mundo), é caracterizado pelas duas bandas da laranja sendo a virada de ponta para cima representa o povo (Câmara dos Deputados) e a virada para baixo representa o estado (Senado).
- Palácio da Alvorada — Residência oficial do presidente do Brasil. Fica junto ao lago Paranoá.

### Argentina
- Capital: Buenos Aires
- Casa Rosada — A Casa Rosada é a sede da presidência da República Argentina, em Buenos Aires, assim chamada pela cor aproximadamente rosa. Abriga também o Museu da Casa do Governo, com material relacionado aos presidentes do país. Localizada em Buenos Aires, em frente à Praça de Maio liga a sede do Governo a outro importante marco histórico: a Praça do Congresso Nacional (Palácio do Congresso). Dessa localização na Praça de Maio é possível se observar o Obelisco da avenida Nove de Julho e a Catedral Metropolitana.
- Congresso da Nação Argentina — É o Poder Legislativo do governo da Nação Argentina. É bicameral, formado por uma Câmara de Deputados que consta de 257 deputados e um Senado que consta de 72 senadores.

### Bolívia
- Capital: La Paz/Sucre
- Palácio do Governo — É a sede do governo boliviano, fica na cidade de La Paz. Nele há os setores administrativos e executivos do país.
- Corte Suprema de Justicia (Suprema Corte de Justiça) — Fica na cidade de Sucre. Sede do órgão jurídico do país.

### Peru
- Capital: Lima
- Palacio de Gobierno Peruano (Palácio do Governo Peruano) — Fica no centro de Lima na Plaza de Armas (Praça das Armas). Bem ao lado fica a Catedral de São Francisco e atrás está a estação ferroviária Los Desanperados.
- Congreso Peruano (Congresso Peruano) — O Legislativo peruano (Congreso) é unicameral, composto de 120 membros (não há Senado). O presidente tem o poder de vetar leis votadas pelo Legislativo com as quais não concorde. O Congresso Peruano fica na Praça Bolívar a 3 quarteirões do Palácio do Governo.

### Equador
- Capital: Quito
- Palacio de Carondolet — Fica no centro de Quito na Plaza de la Independencia. Ao lado fica o Monastério de São Francisco na praça de mesmo nome. É também a residência do presidente equatoriano.
- Congresso Nacional Equatoriano — Fica mais ao norte de Quito, abrigando o Senado e a Câmara dos Deputados. Ao lado se encontra a Casa da Cultura do Equador (Casa de la Cultura de Equador).

### Colômbia
- Capital: Bogotá
- Casa de Nariño — Ou Palácio Nariño é o palácio sede do governo colombiano. Todos os órgão do governo ficam em um quarteirão no famoso Centro Histórico de Bogotá que é tombado pela Unesco.
- Capitólio Nacional — É o congresso colombiano. Fica após, a Casa de Nariño. Fica do lado esquerdo da Praça Bolivar e abriga o órgão legislativo.
- Palacio Nacional de Justicia — Sede do poder judiciário, fica do lado direito da Praça Bolívar. Um pouco a frente se encontra o Palacio Liévano tombado pela Unesco.

### Venezuela
- Capital: Caracas
- Palacio de Miraflores — Fica no centro de Caracas. Logo atrás fica os prédios do governo (ministérios).
- Congresso de la Republica da Venezuela — Sede do legislativo, fica um pouco distante dos Palácio Miraflores e dos ministérios. Do outro lado fica o Palacio de las Academias órgão do exército nacional venezuelano. Bem abaixo está a famosa Igreja de São Francisco San Francisco.

### Guiana
- Capital: Georgetown
- House of Parliament (Parlamento) — Órgão supremo da Guiana, abriga todos os ministérios, todos os órgão de caráter público do país. Fica bem ao lado do Straboek Market. Há também o prédio da Corte dos Magistrados.

### Suriname
- Capital: Paramaribo
- Gouvernementsgebouw — O Palácio Presidencial do Suriname é o órgão supremo do governo do Suriname. Fica no Quarteirão da Independência (Independent Square), na Praça das Palmeiras (Palmentuin) onda há alguns prédios do governo como o da finanças entre outros.

### Guiana Francesa
- Capital: Caiena
- Place des Palmistes — A Praça das Palmeiras é onde fica a prefeitura de Caiena (Cayénne Prefecture) e o Palais de Justice. É o órgão supremo do estado francês da Guiana Francesa.

### Malvinas
- Capital: Stanley
- Government House — Casa do Governo das Malvinas, na capital Port Stanley.

## América Central

### Panamá
- Capital: Cidade do Panamá
- Casco Viejo — Nesta localidade na Cidade do Panamá se encontra os ministérios do governo, o antigo Congresso Anfictrionico de Panama 1826 e o famoso Palácio das Garças (Palacio de las Garzas) sede do governo panamenho.
- Palácio de las Garzas — É a residência do presidente, famosa pelos pássaros que há habitam desde faisões a pavões.
- Congreso Anfictrionico de Panama — Sede antiga do legislativo, construído no ano de 1826.
- Asamblea Nacional de Panama — Atual sede do legislativo, com 72 deputados. O setor do congresso não fica no centro histórico, fica no chamado Parque Legislativo.

### Costa Rica
- Capital: San José
- Asamblea Legislativa de Costa Rica — O congresso da Costa Rica fica no Parque Nacional ao lado do órgão do TSE. Bem abaixo se encontra o Museu Nacional de Costa Rica. É a sede do governo.
- Suprema Corte de Costa Rica — Fica na Praça do Poder Judicial a dois quarteirões do congresso.

### Nicarágua
- Capital: Manágua
- Casa de los Pueblos — Conhecido também como Casa Presidencial é sede do governo nicaraguense fica no centro da cidade de Manágua, especificamente no Parque Central. Bem em frente à Casa Presidencial fica o Palacio Nacional de la Cultura juntamente com a Catedral Vieja de Managua.
- Asamblea Nacional de Nicaragua — Fica bem na parte central de Manágua, é sede do poder legislativo.

### Honduras
- Capital: Tegucigalpa
- Congreso Nacional de Honduras — Sede do legislativo, possui 128 deputados e sua sede é na capital Tegucigalpa. Fica na parte alta da cidade. Perto fica os ministérios e o Correio Nacional.
- Casa Presidencial — Fica no centro de Tegucigalpa, é a residência do presidente da república de Honduras.

### Guatemala
- Capital: Cidade da Guatemala
- National Palace(Guatemala) — Fica na Praça Central ao lado da Catedral de Guatemala. Hoje funciona como um museu.
- Centro Cultural Miguel Ángel Asturias — Complexo na parte sul da cidade de Guatemala, nele há os ministérios das Finanças, o Palácio da Justiça, as Torre Tribunais, o Teatro Miguelángel Asturias, o Centro Cívico, o Estádio Mateo Flores, o INGUAT, o Banco de Guatemala e o Credito Hipotecario Nacional de Guatemala.

### El Salvador
- Capital: San Salvador
- Palacio Nacional de El Salvador — Fica na Praça Gerardo Barrios no centro de San Salvador. A Catedral Metropolitana de San Salvador e o Teatro Nacional de El Salvador ficam no mesmo quarteirão, no Centro Histórico de El Salvador.
- Centro del Gobierno de la Republica de El Salvador — Complexo no centro de San Salvador onde fica o Ministério do Governo, a Corte Suprema Salvadorenha, a Assembleia Legislativa e o Banco Central de Reserva.

### Belize
- Capital: Belmopan
- Parliamentary Building Belize — Sede do governo do Belize, no parlamento há todas as forças do governo como o executivo, legislativo e o judiciário.

### Cuba
- Capital: Havana
- Parlamento Cubano — Sede do governo de Cuba, fica na Plaza de la Revolucion, praça esta onde está o Memorial José Martí, um monumento de 109 m de altura.
- Museo de la Revolucion — O museu da revolução fica no palácio presidencial, onde esta o iate Granma que é parte da história cubana.

### Bahamas
- Capital: Nassau
- Parliament Square — É onde fica o parlamento, órgão máximo do governo das Bahamas. Chamado também de Palácio Nassau.

### Haiti
- Capital: Porto Príncipe
- Palais Nationnal — A casa branca do Haiti fica no centro da cidade de Porto Príncipe. É sede do governo do Haiti.
- Palais Legislatif — Sede do setor legislativo, fica nem frente à baía da cidade.

### República Dominicana
- Capital: Santo Domingo
- Palacio del Congreso Nacional — Sede do legislativo fica no Centro dos Heróis ao lado da baía dominicana. Na praça está o Relógio Nacional e o monumento La Bolita del Mundo.
- Corte Suprema — Sede do judiciário fica também na praça Centro dos Heróis.
- Palacio de Gobierno Dominicano — Fica no centro de Santo Domingo, sede do executivo.

### Trinidad e Tobago
- Capital: Port of Spain
- Red House — Sede do parlamento, nele se situa os poderes políticos como judiciário, legislativo e executivo. Fica ao lado da livraria nacional (National Library).

### Barbados
- Capital: Bridgetown
- Parliament of Barbados — Parlamento de Barbados onde esta todo o poder do país, o senado, a câmara e o gabinete do governador representando a Rainha Victoria.

### Dominica
- Capital: Roseau
- House of Assembly of Dominica — Chamado também de Parlamento Rosa, é a sede do governo de Dominica.

### Porto Rico
O estado de Porto Rico não possui nenhuma sede administrativa, apenas o Prédio Administrativo do Governo de Porto Rico e o Departamento de Justiça, Washington D.C. responde pelo estado.

## América do Norte

### México
- Capital: Cidade do México
- Los Pinos — Los Pinos é a residência presidencial oficial do México, a moradia – por um período de seis anos – do Presidente do México. Localizada dentro do Bosque de Chapultepec no centro da Cidade do México, ela tem sido utilizada desde 1934 quando Gen. Lázaro Cárdenas tornou-se o primeira a residir lá.
- Praça da Constituição — A Praça de Constituição é a principal praça da Cidade do México, informalmente conhecida como "el Zócalo" (em português somente como Zócalo). É a quarta maior praça do mundo e o centro da identidade nacional do México, ficando somente atrás, em dimensão, da Praça Tiananmen em Pequim (China), a Macropraça de Monterrey (México) e a Praça Vermelha em Moscou (Rússia). A praça está localizada no centro do Centro Histórico da cidade, localização esta que foi escolhida pelos conquistadores por ser antigamente o centro político e religioso de Tenochtitlan, capital do império Asteca. Está rodeada pela Catedral Metropolitana da Cidade do México (ao norte), o Palácio Nacional do México (a oeste), sede do Poder Executivo Federal, e o edifício do Governo do Distrito Federal, sede do Poder Executivo local. Adicionalmente, a praça está rodeada por edifícios comerciais, administrativos e hotéis. Na esquina noroeste da praça se encontra o Museu do Templo Maior. Também se encontra a estação Zócalo da Linha 2 do Metrô da Cidade do México.

### Estados Unidos
- Capital: Washington D.C.
- Casa Branca — A Casa Branca (em inglês White House) é a sede oficial do poder executivo dos Estados Unidos, sendo também a residência oficial do presidente da República. Localiza-se na cidade de Washington, Distrito de Columbia, mais especificamente na Avenida Pensilvânia, número 1600.
- Capitólio dos Estados Unidos — O Capitólio dos Estados Unidos é a estrutura que serve como centro legislativo do governo dos Estados Unidos. Nele localiza-se o Congresso dos Estados Unidos, formado pela Câmara alta (composta por Senadores) e pela Câmara baixa (composta por Deputados). O Capitólio dos Estados Unidos fica localizado em Washington, D.C., na Colina do Capitólio, o nome do próprio bairro, na cabeceira do "National Mall" (Passeio Nacional — a longa praça no centro administrativo da cidade de Washington).

### Canadá
- Capital: Ottawa
- Peace Tower — Fica no Center Block, e possui de 50 a 90 metros de altura. É sede do parlamento e lar do primeiro-ministro. A Torre Victoria é a maior das torres.
- Corte Suprema do Canadá — A Suprema Corte do Canadá é a mais poderosa corte judiciária do Canadá, e está localizada na capital do país, Ottawa. É o último recurso judicial para todos os recursantes, sejam indivíduos em particular ou o governo. A jurisdição inclui tanto as leis civis da província de Quebec e a common law das outras províncias e territórios. Ao manejar casos civis, a Corte Suprema possui o cuidado de revisar tais casos por três diferentes juízes, que estão sempre na Corte.

## Europa

### Portugal
- Capital: Lisboa
- Palácio de Belém — Residência oficial do Presidente da República, fica em frente à Praça Afonso de Albuquerque, perto da doca de Belém.
- Palácio de São Bento — Sede da Assembleia da República. Atrás fica, num palacete, a residência oficial do primeiro-ministro.